# Петровское (Пушкиногорский район)
Петро́вское — село в городском поселении Пушкиногорье Пушкиногорского района Псковской области России, входит в состав Пушкинского заповедника. На территории села находится одноимённое родовое имение Ганнибалов — предков А. С. Пушкина.

## Население
Численность населения деревни по оценке на конец 2010 года составляла 30 человек.

## История

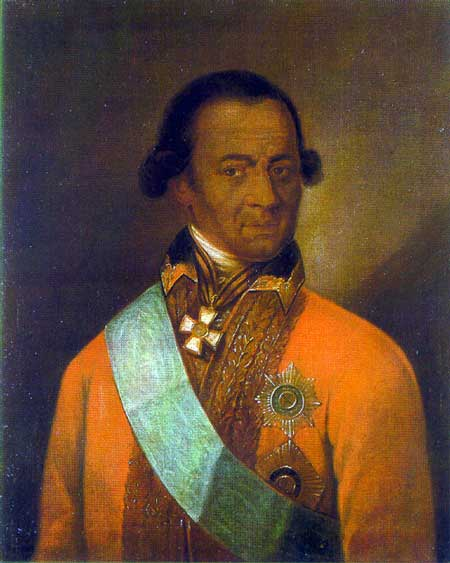
Абрам Петрович Ганнибал

Село возникло на месте старой деревни Кучане, на берегу одноимённого озера. В 1742 году Елизавета пожаловала генерал-аншефу Абраму Петровичу Ганнибалу земли, входившие в состав Михайловской губы в Воронецком уезде Псковской провинции. Имение получило название Петровское от имени царя Петра I, сподвижником которого был Ганнибал. При Абраме Петровиче здесь началось возведение мызы, была построена усадьба, дом-контора управляющего имением, служебные постройки и небольшой винный завод.
В 1781 году усадьба перешла ко второму сыну А. П. Ганнибала — двоюродному деду А. С. Пушкина — Петру Абрамовичу Ганнибалу, генерал-майору артиллерии в отставке. При нём был построен новый господский дом и разбит парк. С 1825 по 1839 год в Петровском жил сын Петра Абрамовича Вениамин Петрович, после смерти которого Петровское перешло в другие руки, которые никакого отношения к роду Ганнибалов-Пушкиных не имели.
До нашего времени господский дом и другие постройки усадьбы не сохранились. Дом сожжён крестьянами в 1918 году. Остался лишь парк — образец русского садово-паркового искусства XVIII века.
С 1936 года имение Ганнибалов стало музеем-усадьбой в составе Пушкинского заповедника. В 1976 году был восстановлен дом П. А. Ганнибала, в котором открыли экспозицию, посвященную предкам Пушкина Ганнибалам и усадебному быту Петровского пушкинских времён.

## Галерея

Усадьба Петровское
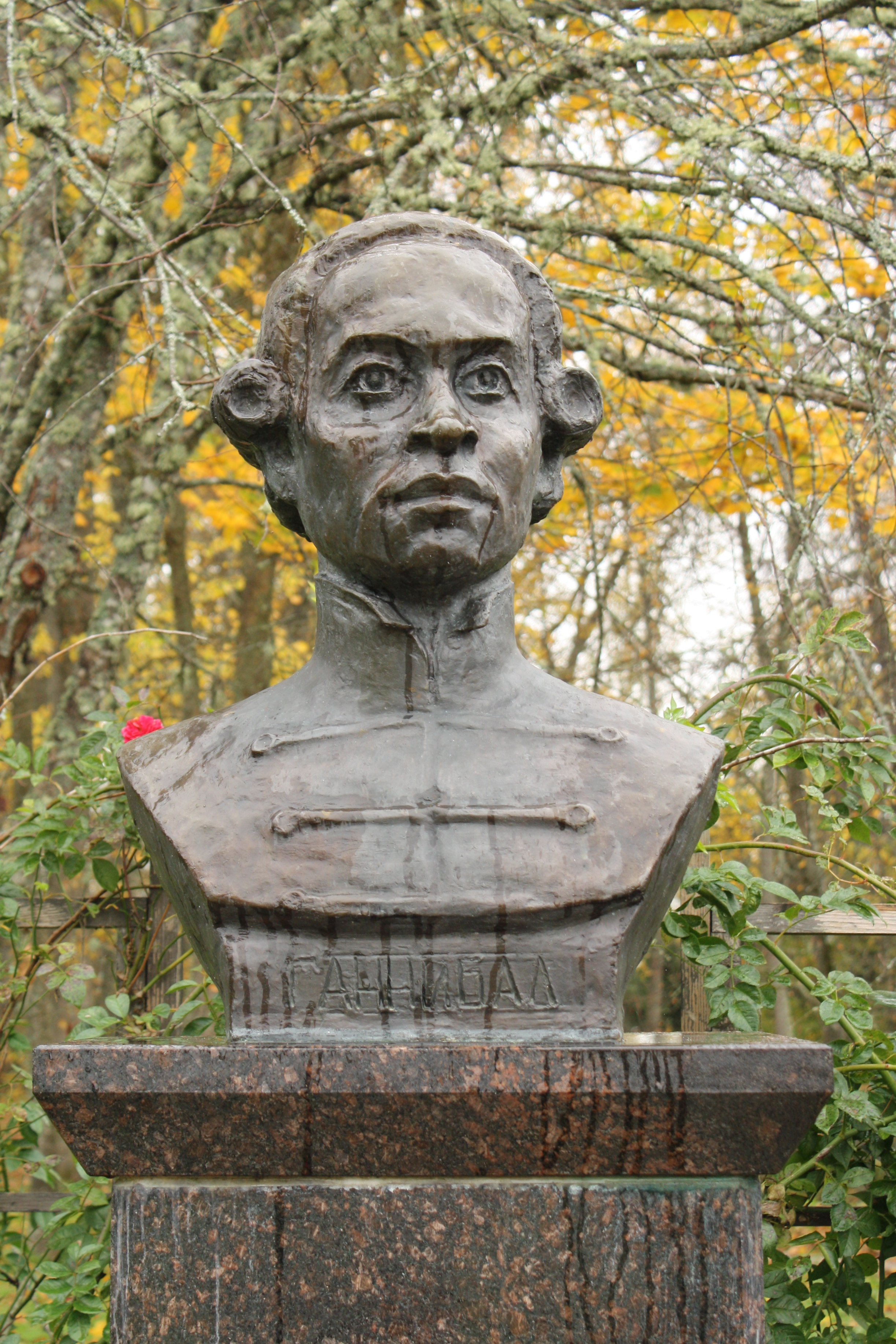
Бюст А. П. Ганнибала
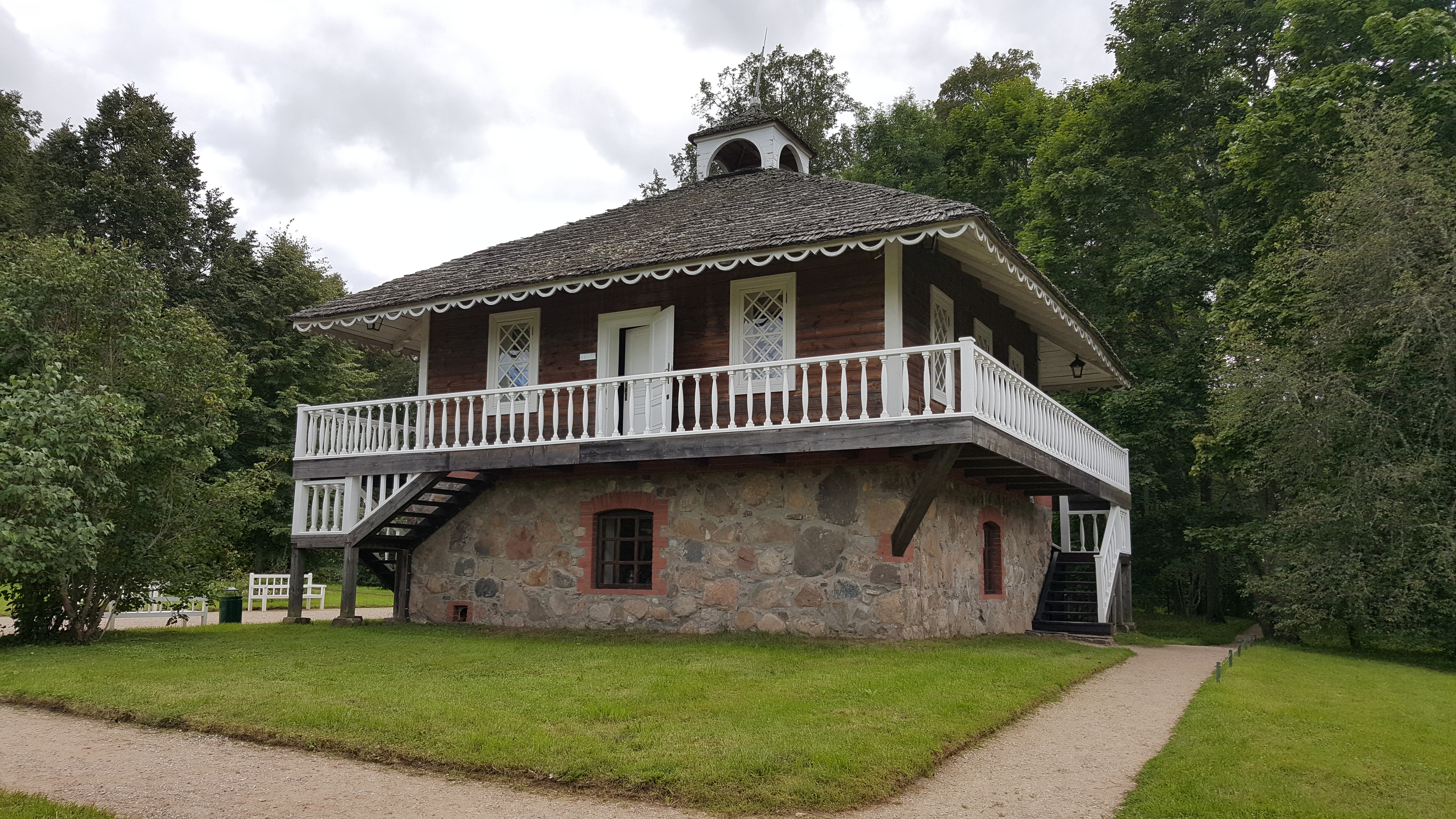
Мемориальный дом А. П. Ганнибала
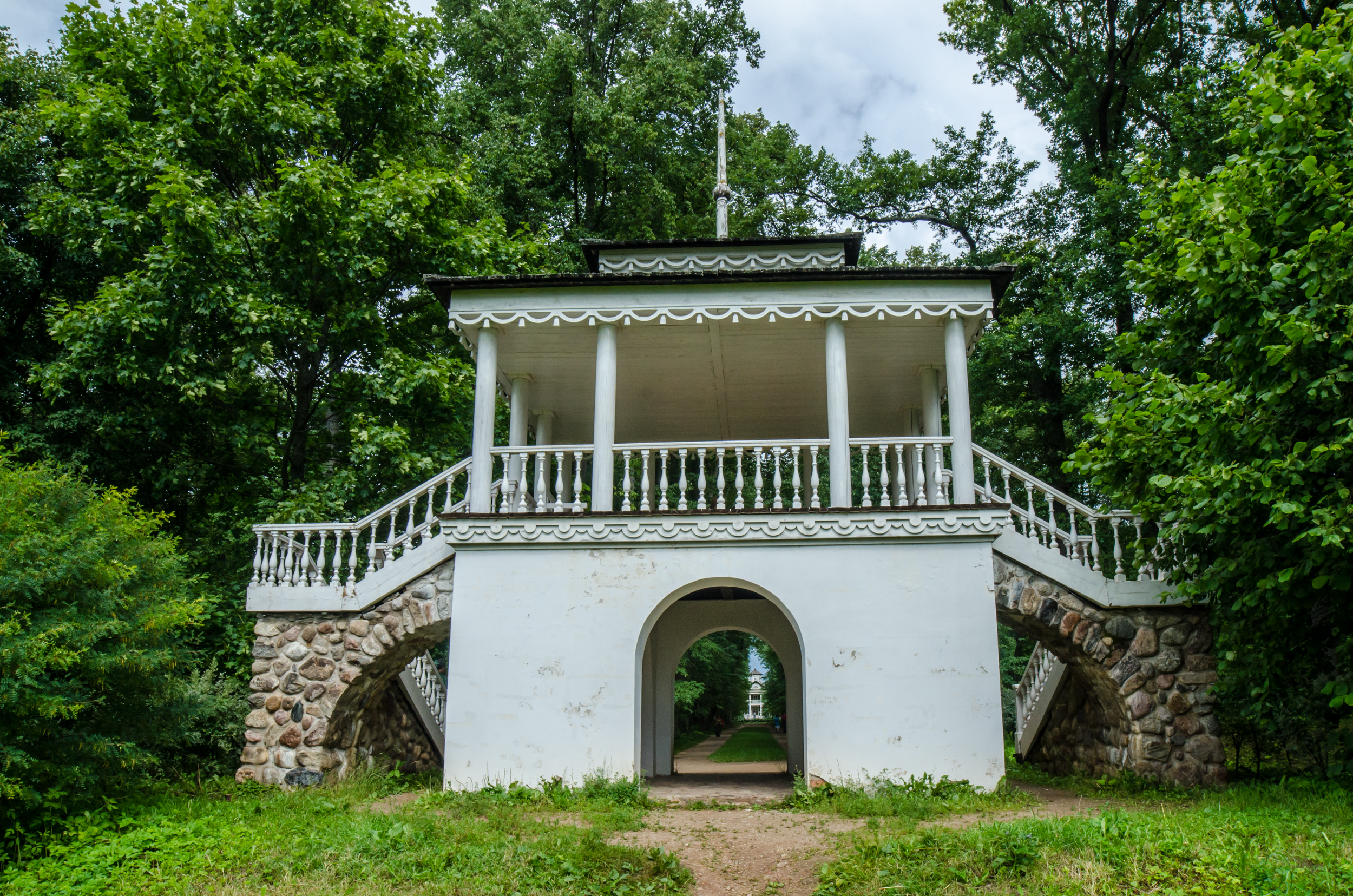
Беседка с гротом
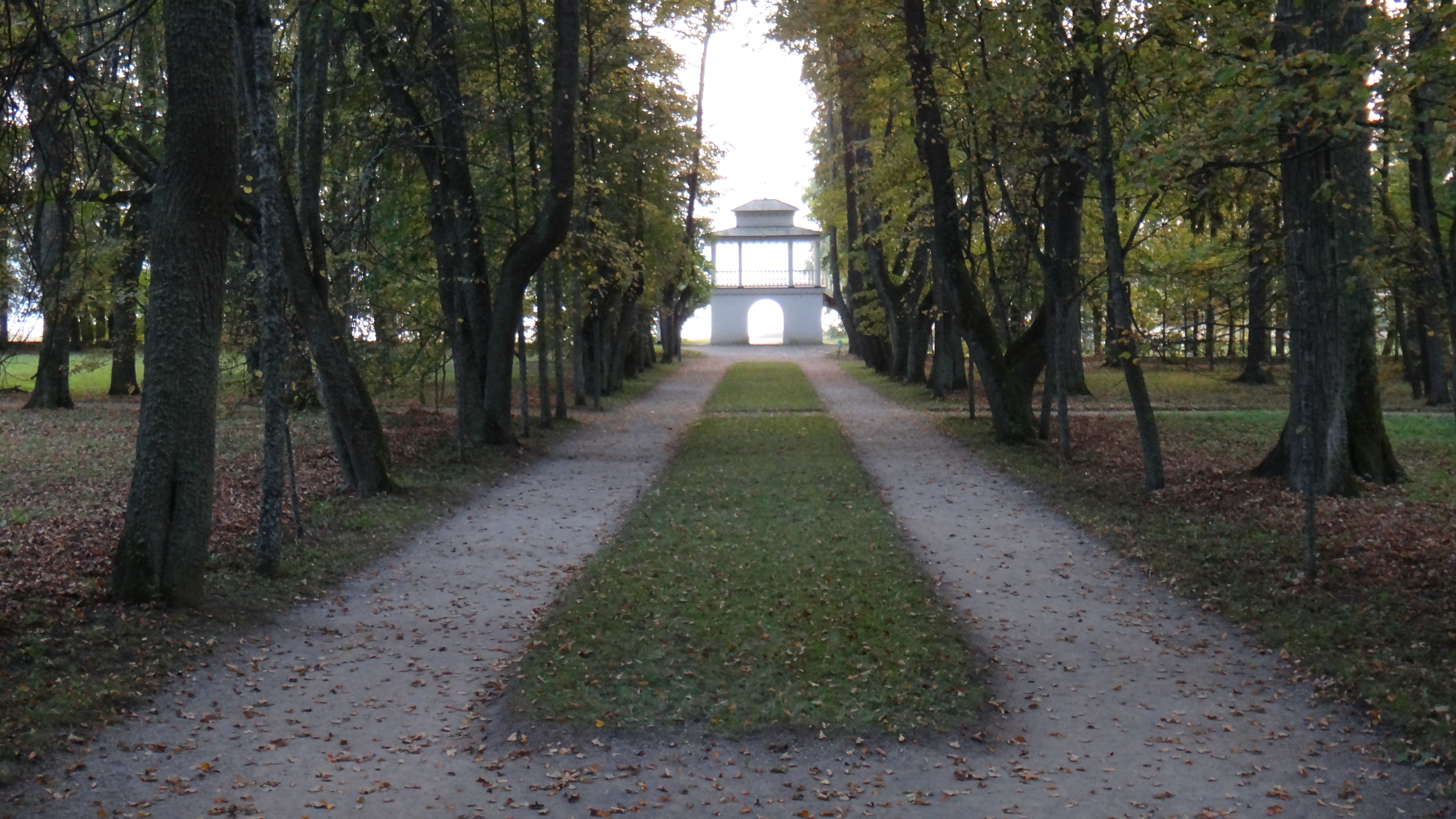
Центральная аллея (от дома к гроту)
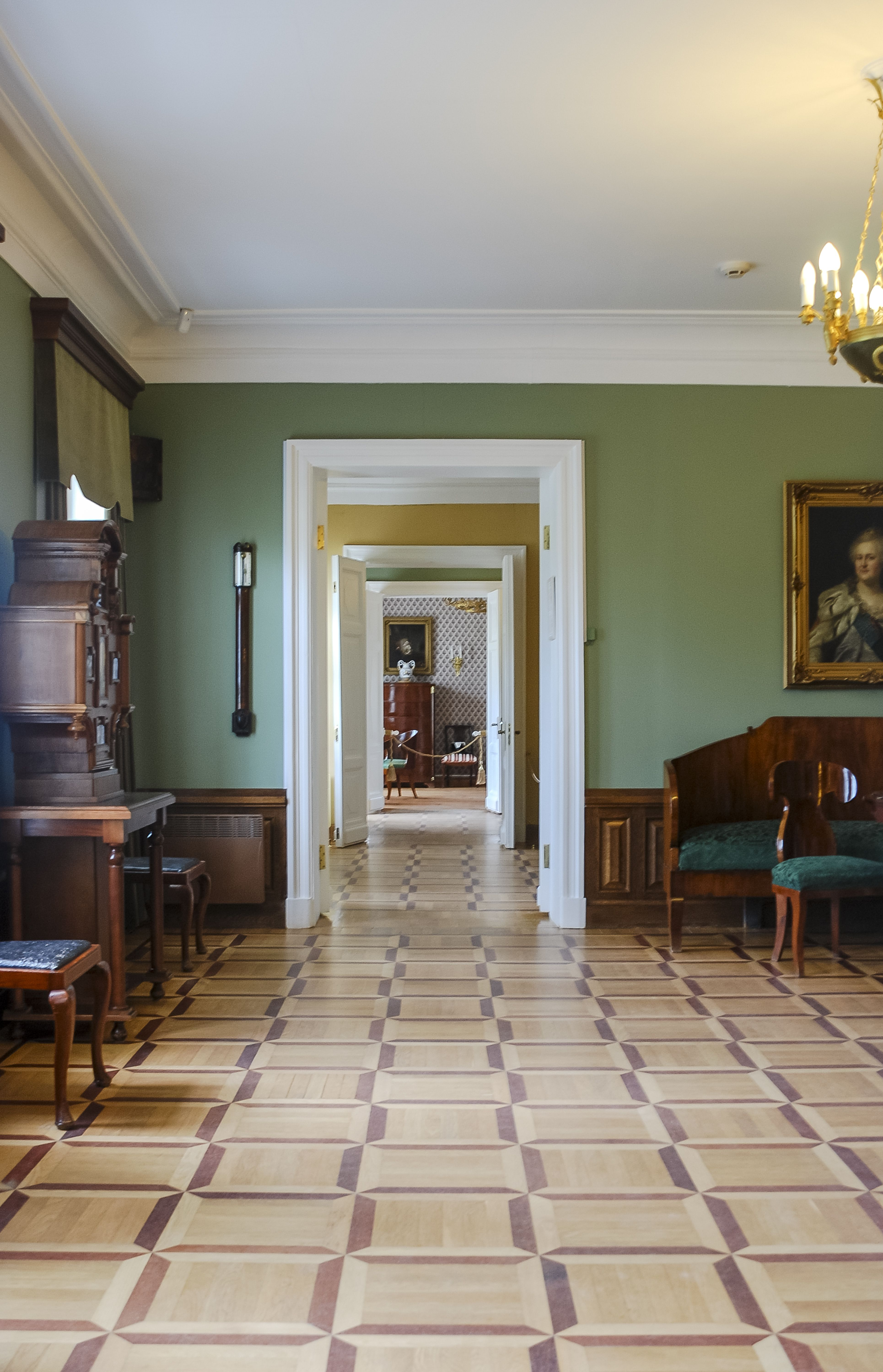
Петровское (анфилада комнат)